# Admira Wiedeń
Admira Wiedeń – austriacki klub piłkarski, mający siedzibę w kwartale Jedlesee wiedeńskiej dzielnicy Floridsdorf. Rozwiązany w 1971 roku po fuzji z Wacker Wiedeń w FC Admira/Wacker.

## Historia
Chronologia nazw:
- 1905: 1. Groß-Floridsdorfer Sportklub Admira – po fuzji Burschenschaft Einigkeit i Sportklub Vindobona
- 1914: Sportklub Admira Wien
- 1951: Eisenbahnersportverein (ESV) Admira Wien – po fuzji z Eisenbahnersportverein Wien
- 1960: ESV Admira-NÖ Energie Wien
- 1971: klub rozwiązano – po fuzji z Wacker Wiedeń w FC Admira/Wacker

Klub sportowy 1. Groß-Floridsdorfer Sportklub Admira został założony w miejscowości Wiedeń 1 października 1905 roku przez połączenie dwóch klubów piłkarskich Burschenschaft Einigkeit i Sportklub Vindobona, z historią sięgającą 1897 roku. Klub przyjął dziedzictwo wcześniejszej Admiry, która przed tym została rozwiązana. W 1897 w kwartale Jedlesee dzielnicy Floridsdorf, w północno-wschodniej części Wiednia, z inicjatywy Josefa Schmidta powstał Sportklub Sturm. Kilka miesięcy później inni lokalni sportowcy dali życie innej drużynie, nazwanej Admira na cześć liniowca, który sprowadził niektórych z tych graczy z powrotem do Ameryki. Admira to po łacinie oznacza podziwiać. Założenie tego nowego zespołu skłoniło graczy Sturmu do rozwiązania klubu i przyłączenia się do Admiry.
Do 1911 roku występował w nieoficjalnych rozgrywkach 2. Klasse. W 1911 roku klub został wykluczony z Austriackiego Związku Piłki Nożnej (ÖFV) przez organizację meczu z Preßburger Torna-Elf z Bratysławy, który był rozegrany poza federalnymi turniejami w celu organizowania zakładów. Po nieudanej próbie założenia nowej Federacji był zmuszony wrócić do ÖFV, jednak zacząć kolejny sezon od samego dołu, w IV.lidze. W sezonie 1911/12 zespół startował w pierwszych oficjalnych rozgrywkach mistrzostw Austrii, które początkowo ograniczały się do drużyn wiedeńskich. Zwyciężył w 2.Klasse C (D4) i awansował do 2.Klasse B. W następnym sezonie został mistrzem trzeciej ligi, zdobywając awans do 2.Klasse A. W 1914 roku nazwa została uproszczona na Sportklub Admira. W następnym roku chociaż klub zajął pierwszą pozycję po zakończeniu pierwszej rundy w drugiej klasie, turniej został zawieszony z powodu pierwszej wojny światowej. W kolejnych sezonach również zostały zawieszone spadki i awanse między ligami, więc czarno-biali musieli czekać aż do 1919 roku, aby świętować awans i debiut w 1. Klasse. 
W pierwszych dwóch sezonach na najwyższym poziomie klub walczył o utrzymanie się w lidze. W 1920 roku zespół zajął ostatnie miejsce w mistrzostwach, unikając spadku tylko dzięki rozszerzeniu ligi, a w 1921 zakończył sezon na przedostatniej 12.pozycji. Jednak już kolejnych dwóch sezonach był na górze tabeli, w 1922 zdobył wicemistrzostwo, a w 1923 trzecie miejsce. Pierwszy wielki sukces klub osiągnął w 1927 roku, gdy niespodziewanie wygrał tytuł mistrzowski. Jako mistrz Austrii klub startował w Pucharze Mitropa, prekursorze rozgrywek Pucharu Europy. Jednak przegrał w dwumeczu ze Spartą Praga. W następnym sezonie 1927/28, Admira po raz pierwszy zdobyła podwójny sukces - mistrzostwo oraz Puchar Austrii po wygraniu w finale 2-1 z Wiener AC. W Pucharze Mitropa dotarł do półfinału. W 1932 i 1934 ponownie wygrał mistrzostwo oraz Puchar Austrii, a w 1936 i 1937 tylko mistrzostwo. W 1934 przegrał w finale Pucharu Mitropa z Bologna FC (3:2, 1:5).
Wskutek aneksji Austrii przez Rzeszą Niemiecką 12 marca 1938 roku rozgrywki w Austrii były organizowane jako część mistrzostw Niemiec. Austriackie kluby walczyli w Gaulidze, a zwycięzca potem uczestniczył w rozgrywkach pucharowych o tytuł mistrza Niemiec. Jako „Ostmarkmeister” sezonu 1938/39 Admira mógł uczestniczyć w meczach finałowych mistrzostw Niemiec i dotarł do finału, gdzie przegrał z FC Schalke 04 z wynikiem 0:9 (sędzia wyrzucił z boiska 3 Austriaków). Po sezonie 1942/43 klub spadł do 1. Klasse Wien. W sezonie 1943/44 zwyciężył najpierw w grupie B, a potem w meczu playoff pokonał zwycięzcę grupy A i wrócił do Gauliga Donau-Alpenland.
Następnie po zakończeniu II wojny światowej klub występował na pierwszym poziomie austriackiej piramidy piłki nożnej, ale już bez większych sukcesów. Największym sukcesem pierwszych lat powojennych było przejście do finału Pucharu Wiednia w 1948 roku. Najlepszym wynikiem ligowym w tej epoce było trzecie miejsce za Rapidem i Austrią w sezonie 1948/49. W 1951 nastąpiło połączenie z Eisenbahnersportverein (ESV) z Wiednia i od tego czasu Admira grała w pierwszej lidze pod nazwą ESV Admira Wien, jednak w następnych latach nigdy nie udało się awansować powyżej 5.miejsca w tabeli ligowej. W sezonie 1959/60 nawet zajął ostatnie 14.miejsce i spadł na rok do Regionalliga Ost. Dopiero w roku 1960 po uzyskaniu silnego finansowo sponsora NEWAG/NIOGAS, który był gotów dużo zainwestować w wiedeński klub, zaczął osiągać kolejne sukcesy. Klub zmienił nazwę na ESV Admira-NÖ Energie Wien, jednak skrót Admira Energie został użyty w mediach.
W 1964 roku po 30 lat przerwy klub zwyciężył w finale Pucharu Austrii. W następnym roku zdobył wicemistrzostwo, a w 1966 został mistrzem kraju oraz zdobywcą Pucharu Austrii. Po udanym sezonie 1966 sponsor NEWAG/NIOGAS postanowił przenieść klub z północy miasta do Maria Enzersdorf na południowych obrzeżach Wiednia. Sam sponsor również miał swoją siedzibę w tym miejscu i zbudował nowy stadion Südstadt na sąsiedniej posesji. Było to oczywiście powodem do niechęci fanów. Po tym, jak sponsor nagle zmniejszył inwestycje w klub po wewnętrznych skandalach finansowych, Admira zaczęła szukać partnera do fuzji. Po nieudanych dwóch próbach połączenia się z klubem Austria Wiedeń, ostatecznie skontaktowano się z SC Wacker, z którym w 1971 roku nastąpiło połączenie w FC Admira/Wacker. Nowy klub stał się prawnym następcą Admiry i Wackera i przyjął trofea i tytuły obu klubów.

## Barwy klubowe, strój
|  |  |

Klub ma barwy czarno-białe. Zawodnicy domowe spotkania zazwyczaj grają w pasiastych pionowo czarno-białych koszulkach, czarnych spodenkach oraz czarnych getrach.

## Sukcesy

### Trofea międzynarodowe
| \| \| Zdobyte trofea w rozgrywkach międzynarodowych (stan na: 31-05-2019) \| |                                                                     |      |          |
| Rozgrywki                                                                    | Osiągnięcie                                                         | Razy | Sezon(y) |
| · Liga Mistrzów · (Puchar Europy)                                            | zdobywca                                                            | 0    |          |
| · Liga Mistrzów · (Puchar Europy)                                            | finalista                                                           | 0    |          |
| · Liga Mistrzów · (Puchar Europy)                                            | 1/16 finału                                                         | 1    | 1966/67  |
| Liga Europy (Puchar UEFA)                                                    | zdobywca                                                            | 0    |          |
| Liga Europy (Puchar UEFA)                                                    | finalista                                                           | 0    |          |
| · Puchar Zdobywców                                                           | zdobywca                                                            | 0    |          |
| · Puchar Zdobywców                                                           | finalista                                                           | 0    |          |
| · Puchar Zdobywców                                                           | 1/16 finału                                                         | 1    | 1964/65  |
| FIFA                                                                         | Zdobyte trofea w rozgrywkach międzynarodowych (stan na: 31-05-2019) |      |          |

- Puchar Mitropa:
  - finalista (1x): 1934
  - półfinalista (1x): 1928

### Trofea krajowe
| \| \| Zdobyte trofea w rozgrywkach Austrii (stan na: 31-05-2019) \| |                                                            |      |                                                                        |
| Rozgrywki                                                           | Osiągnięcie                                                | Razy | Sezon(y)                                                               |
| · Mistrzostwo                                                       | I miejsce                                                  | 8    | 1926/27, 1927/28, 1931/32, 1933/34, 1935/36, 1936/37, 1938/39, 1965/66 |
| · Mistrzostwo                                                       | II miejsce                                                 | 5    | 1928/29, 1929/30, 1930/31, 1934/35, 1962/63                            |
| · Mistrzostwo                                                       | III miejsce                                                | 5    | 1922/23, 1932/33, 1948/49, 1961/62, 1964/65                            |
| Puchar                                                              | zdobywca                                                   | 5    | 1927/28, 1931/32, 1933/34, 1963/64, 1965/66                            |
| Puchar                                                              | finalista                                                  | 1    | 1914/15 (nieof.)                                                       |
| II liga                                                             | I miejsce                                                  | 3    | 1914/15, 1943/44, 1960/61                                              |
| II liga                                                             | II miejsce                                                 | 2    | 1913/14, 1918/19                                                       |
| II liga                                                             | III miejsce                                                | 1    | 1915/16                                                                |
| Austria                                                             | Zdobyte trofea w rozgrywkach Austrii (stan na: 31-05-2019) |      |                                                                        |

- 2. Klasse B (D3):
  - mistrz (1x): 1912/13

### Inne trofea
- Mistrzostwa Niemiec (D1):
  - wicemistrz (1x): 1938/39

## Poszczególne sezony

### Rozgrywki międzynarodowe

#### Europejskie puchary
Uczestniczył w rozgrywkach Pucharu Mitropa, oraz jeden raz w Pucharze Europy Mistrzów Klubowych i Pucharze Zdobywców Pucharów.

### Rozgrywki krajowe
| \| Austria \| Bilans występów klubu w rozgrywkach piłkarskich Austrii (Stan na 31 maja 2019 r.) \| \| | |        |       |   |   |   |    |    |     |                                 |        |        |      |
| Poziom                                                                                                | Rozgrywki | Sezony | Mecze | Z | R | P | B+ | B– | Pkt | Lata                            | Awanse | Spadki | Naj. |
| I | Erste Klasse/ I. Liga/ Nationalliga/ Gauliga Ostmark/ Gauliga Donau-Alpenland/ Liga/ 1. Klasse/ Staatsliga A/ Staatsliga | 50     |       |   |   |   |    |    |     | 1919–1943, 1944–1960, 1961–1971 | 0      | 2      | 1    |
| II | 2. Klasse A/ 1. Klasse Wien/ Regionalliga Ost                                                                            | 8      |       |   |   |   |    |    |     | 1913–1919, 1943/44, 1960/61     | 3      | 0      | 1    |
| III                                                                                                   | 2. Klasse B | 1      |       |   |   |   |    |    |     | 1912/13                         | 1      | 0      | 1    |
| IV | 2. Klasse C | 1      |       |   |   |   |    |    |     | 1911/12                         | 1      | 0      | 1    |
| | Puchar Austrii | 47     |       |   |   |   |    |    |     | 1914–1971                       | 0      | 0      | 1    |
| Austria                                                                                               | Bilans występów klubu w rozgrywkach piłkarskich Austrii (Stan na 31 maja 2019 r.)                                        |        |       |   |   |   |    |    |     |                                 |        |        |      |

## Struktura klubu

### Stadion
Klub piłkarski od 1967 roku rozgrywał swoje mecze domowe na stadionie Bundesstadion Südstadt w Maria Enzersdorf, który może pomieścić 12 000 widzów. Początkowo, w latach 1905–1909 grał na boisku Kirchenlacke na północy Wiednia, a potem przeniósł się do Deublergasse obok fabryki Pollack & Söhne, gdzie pozostał do 1933 roku. W latach 1933–1966 występował na stadionie Leopold-Stroh-Stadion an der Hopfengasse w Wiedniu o pojemności 3 000 widzów, a następnie w 1966 przeniósł się na Stadion Mödling w Mödling.

### Inne sekcje
Klub prowadził drużyny dla dzieci i młodzieży w każdym wieku.

### Sponsorzy
- 1960–1971: NEWAG / NIOGAS (klub wtedy nosił nazwę ESV Admira-NÖ Energie Wien).

## Kibice i rywalizacja z innymi klubami

### Kibice
Admira spotkała się z największą reakcją publiczności w Austrii podczas złotej ery w latach 30. XX wieku. W szczególności Admira - Sturm znacząco przyczyniła się do popularności klubu. W meczach o Puchar Mitropa łącznie obejrzało do 45 000 widzów, triumf w Pucharze Admiry nad Rapidem zobaczyło 32 000 widzów. W tym okresie kibice otrzymali przydomek Die Botaniker (Botanicy). Nazwa ta pojawiła się podczas podróży do Holandii, kiedy zespół odwiedził szklarnię i każda roślina została dla nich zaprezentowana. Po zakończeniu II wojny światowej średnia widownia spadła z powodu miernych wyników zespołu, osiągając poziom około 5000 w meczach u siebie. Podczas przeniesienia do południowej części miasta nie było możliwe zabranie „starych fanów” z północy na południe Wiednia. Było też zbyt mało „nowych fanów” w nowej lokalizacji.

### Rywalizacja
Największymi rywalami klubu są inne zespoły z miasta.

### Derby
- Austria Wiedeń
- First Vienna FC 1894
- Floridsdorfer AC
- Hertha Wiedeń
- Rapid Wiedeń
- SpC Rudolfshügel
- 1. Simmeringer SC
- Vienna Cricket&FC
- Wacker Wiedeń
- Wiener AF
- Wiener SC